# بیزینس اوییشن سنتر
بیزینس اوییشن سنتر (به انگلیسی: Business Aviation Center) یک شرکت هواپیمایی با کد یاتا UQ است که در ۱۹۹۶ میلادی تأسیس شده‌است. دفتر مرکزی بیزینس اوییشن سنتر در کی‌یف، اوکراین واقع شده‌است.